# K. K. Barrett
K. K. Barrett é um diretor de arte americano. Como reconhecimento, foi nomeado ao Oscar 2014 na categoria de Melhor Direção de Arte por Her.